# El Mundo Today
 (septembre 2020).
Si vous disposez d'ouvrages ou d'articles de référence ou si vous connaissez des sites web de qualité traitant du thème abordé ici, merci de compléter l'article en donnant les références utiles à sa vérifiabilité et en les liant à la section « Notes et références ».
El Mundo Today est un journal satirique en ligne publié en Espagne. Son lancement public a eu lieu en janvier 2009, il est toujours en activité en 2020. Le site web adopte le style de la presse en ligne bien que le contenu de la publication soit totalement fictif et humoristique, utilisant le format de la presse traditionnelle pour créer de la parodie et de la satire.
Le succès du portail humoristique a permis son expansion sous forme de collaborations avec la presse écrite, la radio, le théâtre et la télévision.

## Origines

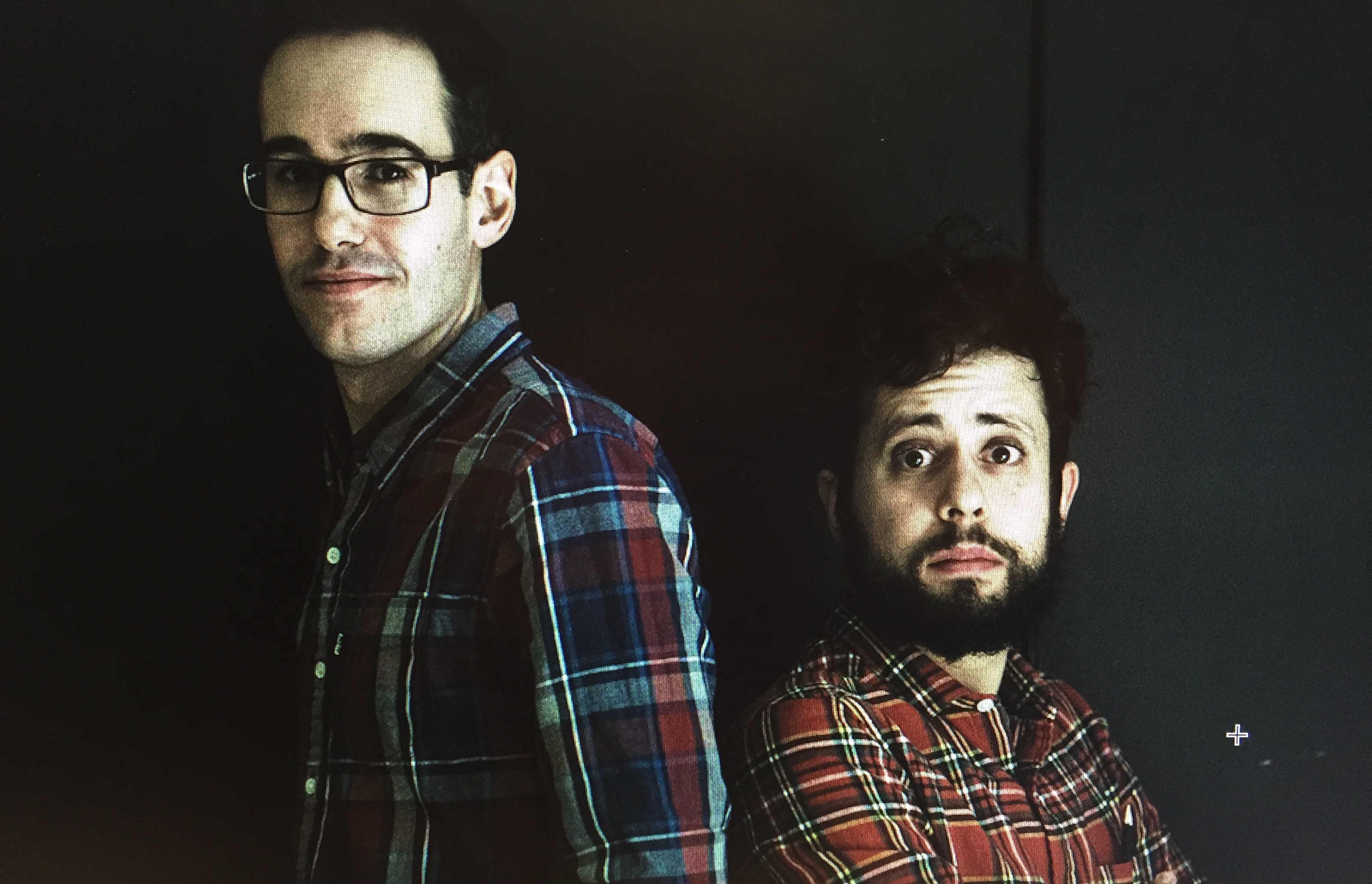
Les fondateurs du journal Xavi Puig et Kike García en 2017.

Le projet, qui a été créé, écrit et dirigé par Xavi Puig et Kike García, est né de l'idée et de la nécessité de créer une émission de télévision ressemblant à un journal télévisé, mais avec un contenu humoristique,. Pour soutenir le projet, ils ont créé El Mundo Today, le site web s'est rapidement développé gagnant du terrain et se développant comme un projet indépendant.

## Radio
En septembre 2010, El Mundo Today a commencé sa collaboration avec Prisa Radio avec de faux bulletins d'information hebdomadaires dans l'émission Hoy por Hoy sur la station Cadena SER et dans Atrévete sur Cadena Dial. En octobre 2011, la collaboration avec Cadena Dial est transférée à la radio M80 Radio, en tant que programme du matin Morning 80 et s'est poursuivie jusqu'en juillet 2012.
En septembre 2012, le partenariat avec Hoy por Hoy sera transféré à l'émission La Ventana, ce qui coïncidera avec une restructuration majeure de la grille de programmation de la chaîne.
De septembre 2011 à mai 2013, El Mundo Today avait son propre programme sur Cadena SER qui était diffusé le samedi à 15h30.
Pour les collaborations radiophoniques et télévisuelles, Xavi Puig et Kike Garcia s'appuient sur le présentateur Juanra Bonet. Dans l'émission hebdomadaire, Gabriel Salvadó, Francesc Orteu, Fernando Costilla et Biel Perelló se sont joints en tant que collaborateurs. Ce dernier  travaille également comme auteur et acteur sur les œuvres théâtrales d'El Mundo Today.
Depuis 2014, Xavi Puig et Kike García collaborent chaque semaine dans A vivir que son dos días, une émission de deux jours qui mêle l'humour d'El Mundo Today à la vulgarisation philosophique.
De septembre 2015 à juin 2017, El Mundo Today a présenté, avec l'artiste Xoel López pendant la première saison et Maika Makovski dans la seconde, le programme musical et comique Oh! My LOL SON Estrella Galicia, qui a été diffusé le samedi matin sur Cadena SER. Le programme a également bénéficié de la collaboration de David Bizarro et de Fernando Costilla.

## Presse écrite
En mai 2012 et pendant un an, le supplément de loisirs On Madrid d'El País a commandé à El Mundo Today la dernière page du magazine où il propose chaque semaine des critiques d'établissements fictifs parodiant des magazines tendances ou de loisirs. La section s'est terminée avec la disparition du supplément.
En avril 2016, El País intègre El Mundo Today comme apporteur régulier de contenu pour son supplément dominical, El País Semanal, en lui confiant la section humour.
En septembre 2016, le journal El Periódico de Catalunya intègre El Mundo Today pour son supplément loisirs, On Barcelona.

## Théâtre
En mars 2015, El Mundo Today dévoile son propre journal télévisé en direct à Cines Maldà à Barcelone. Sur scène, on retrouve Juanra Bonet, Xavi Puig, Kike García et Biel Perelló.
Adaptant la structure du programme d'information satirique en direct, El Mundo Today a présenté deux galas des prix de la musique indépendante organisés par l'Unión Fonográfica Independiente (UFI), une association espagnole de maisons de disques indépendantes.
En novembre 2016, El Mundo Today participe au gala des Premios Ondas avec trois bulletins d'information en direct. En mai 2017, il en est de même lors du gala des prix Ortega y Gasset.

## Télévision
Après avoir produit douze fausses lettres d'information pour la société de production El Terrat, qui ont été publiées sur elterrat.tv et YouTube, la même société de production a commandé à El Mundo Today en 2009 la création d'une section dans le programme des campagnes de fin d'année de La Sexta, intitulée "Comment passer la fin de l'année" et présentée par Berto Romero et Ana Morgade. Dans ces collaborations audiovisuelles, Xavi Puig et Kike García s'appuient sur Javi Cordón et Pablo Bujosa dans l'équipe ainsi que sur la présentatrice Laura Duran.
En 2015, El Mundo Today commence sa propre section dans l'émission de fin de soirée El Último Mono (en français "Le Dernier Singe") sur la chaîne de télévision La Sexta. Il s'agit de bulletins d'information présentés par Juanra Bonet.
À partir de juin 2015, El Mundo Today produit deux newsletters vidéo hebdomadaires pour Atresmedia présentées par Nikki García sous la marque El Mundo Today 24 Horas.
Depuis septembre 2018, le programme APM? (pour "Alguna Pregunta Més?" soit en français "une autre question ?") intègre l'édition catalane d'El Mundo Today appelée El Mundo Today.cat présentée par Alba Carreres.

## Prix
- Prix Bitácoras 2010 au meilleur blog humoristique d'Espagne.
- Prix Bitácoras 2011 au meilleur blog humoristique d'Espagne.
- Prix INTRAS 2015 dans la catégorie communication.
- Prix Blasillo de Huesca 2016 pour l'ingéniosité espagnole sur Internet, décerné par le quinzième congrès du journalisme numérique.

## Controverses
La nature satirique et parodique des nouvelles a fait que, dans certains cas, les personnes mentionnées dans les nouvelles ont demandé leur retrait, car elles ne sont pas au courant du contenu humoristique de la page.
El Mundo Today a obtenu une grande couverture médiatique après que la chaîne d'information colombienne NTN24 ait diffusé comme vraies certaines de ses informations satiriques, arrivant même à se connecter directement avec son correspondant à Madrid.
Des menaces reçues par la présentatrice Mariló Montero, le chanteur de flamenco et de soul Pitingo ou encore la mairie de Teruel pour des articles humoristiques les mentionnant ont également été rapportées. Les deux plaintes ont fait l'objet d'une censure sur les réseaux sociaux et il est possible que cela ait conduit à une diffusion encore plus importante du contenu qu'elle entendait censurer, en vertu de l'effet Streisand.
Ils ont également été censurés par diverses entreprises et également par la Maison du roi.
À l'approche des élections générales de 2016, cinq jours avant le scrutin, le Parti Populaire a également menacé de poursuivre El Mundo Today s'il ne fermait pas le site web rajoypresidente.es. Cette page a été publiée avec d'autres parodies produites par El Mundo Today, toutes basées sur les principaux partis politiques.

### Fausses citations de Pitingo
Un article du 26 mars 2015 intitulé "Björk to retire due to fear of a Pitingo cover" (en français "Björk prend sa retraite par crainte que le chanteur Pitingo ne fasse une reprise de sa musique").

## Not El Mundo Today
Le site Not El Mundo Today propose des liens vers des articles de journaux sérieux qui semblent pouvoir faire la une d'El Mundo Today. Il remplit le même rôle que Not The Onion pour le journal satirique The Onion.